# ريتشارد ياني
ريتشارد ياني هو ممثل صوت ومذيع لبناني.

## فيلموغرافيا

### رسوم متحركة
- بن 10: أومنيفرس
- السنافر - سنفور شاطر، سنفور شاعر (نسخة إيمدج برودكشن هاوس)[5]
- سونيك بوم
- شريكي المفضل هو قرد
- عالم غامبول المدهش - السيد سمول (الصوت الثاني) ، لاري (الصوت الأول) ، داروين (الموسم الثالث في حلقة الصغار الكبار) ، روك ( الصوت الأول)
- العم جدو
- "ستيفن البطل - جيمي (الصوت الثاني) ، باك ديوي (ابن العمدة)
- كامب لازلو - سامسون
- مات هاتر[6]
- مستر بين - أصوات إضافية
- وقت المغامرة[7] - اصوات اضافية

فتيات القوة ( مسلسل تلفيزيوني 2016 ) - جارد (الصوت الأول)
ابطال التايتنز انطلقوا - شبح الاريكة(الصوت الثاني) - الجورب السحري

### أفلام
- البحث عن نيمو - شوم، بابلز، والد شيلدون (النسخة العربية الفصحى)[8]
- جامعة المرعبين - تيري، تري، منفي[9]
- حكاية لعبة 3 - ستريتش (النسخة العربية الفصحى)[10]
- الخارقون (النسخة العربية الفصحى)
- سيارات 2 - تورك، لويس هاملتون، ميغل، كلوتشونيسكي، الأمير (النسخة العربية الفصحى)[11]
- شركة الوحوش (النسخة العربية الفصحى)
- الفأر المتحري - فيليسيا (النسخة العربية الفصحى)[12]
- فيلم ستيتش (النسخة العربية الفصحى)[13]
- ميلو ورحلة الإنقاذ

### ألعاب فيديو
- توم كلانسيز ذا ديفيجن
- أساسنز كريد سنديكيت